# Promyialges uncus
Promyialges uncus är en spindeldjursart som först beskrevs av Vitzthum 1934.  Promyialges uncus ingår i släktet Promyialges, och familjen Epidermoptidae. Det är osäkert om arten förekommer i Sverige.